# France Football
France Football (FF) é uma prestigiosa revista francesa bi-semanal (com edições terças-feiras e sextas-feiras) sobre futebol mundial, com cobertura especial sobre os principais campeonatos europeus. Foi fundada em 1946, e tem a cidade de Paris como sede.
É uma das revistas esportivas com mais reputação em todo o planeta no ramo do jornalismo esportivo, em especial no continente europeu.

## Ballon d'Or
Desde o ano de 1956, a revista entrega anualmente o prêmio Ballon d'Or (Bola de Ouro, em francês) para o melhor futebolista do ano, sendo que até 1994 apenas jogadores europeus concorriam. O jogador é eleito após votação entre vários correspondentes da revista em distintos países. Ballon d'Or tornou-se um dos mais respeitados prêmios de futebol do planeta, tendo concorrido com o prêmio FIFA de Melhor Jogador do Mundo (1991 a 2009).
No ano de 2010 foi anunciada a fusão destes dois prêmios, criando-se uma única premiação: FIFA Ballon d'Or.
Em 2016, a parceria foi encerrada, quando a FIFA lançou o The Best FIFA Football Awards e a revista voltou a entregar o seu antigo prêmio.

## Os 50 maiores treinadores de futebol de todos os tempos

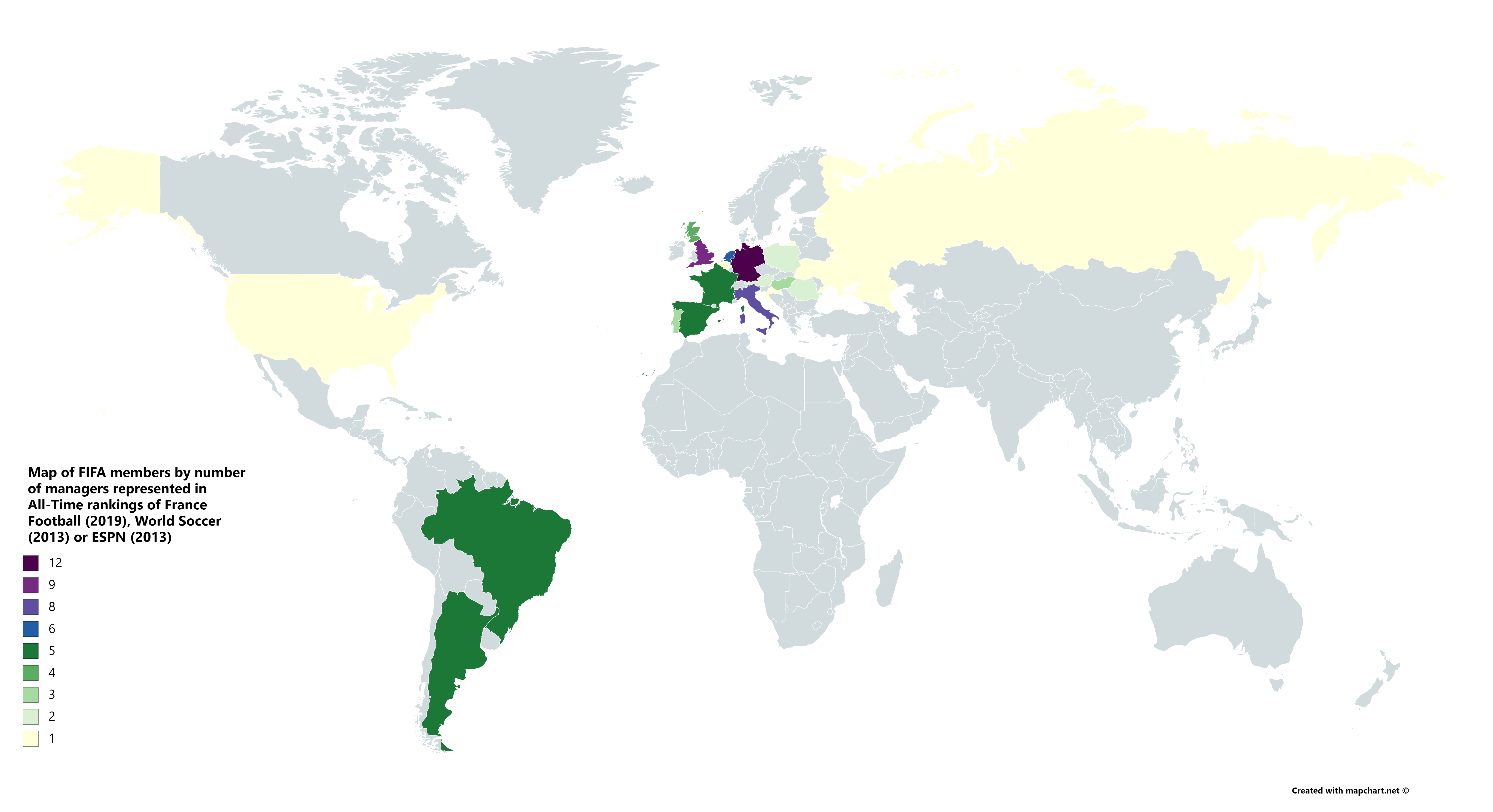
Mapa dos membros da FIFA por número de treinadores classificados por France Football (2019), World Soccer (2013) ou ESPN (2013)

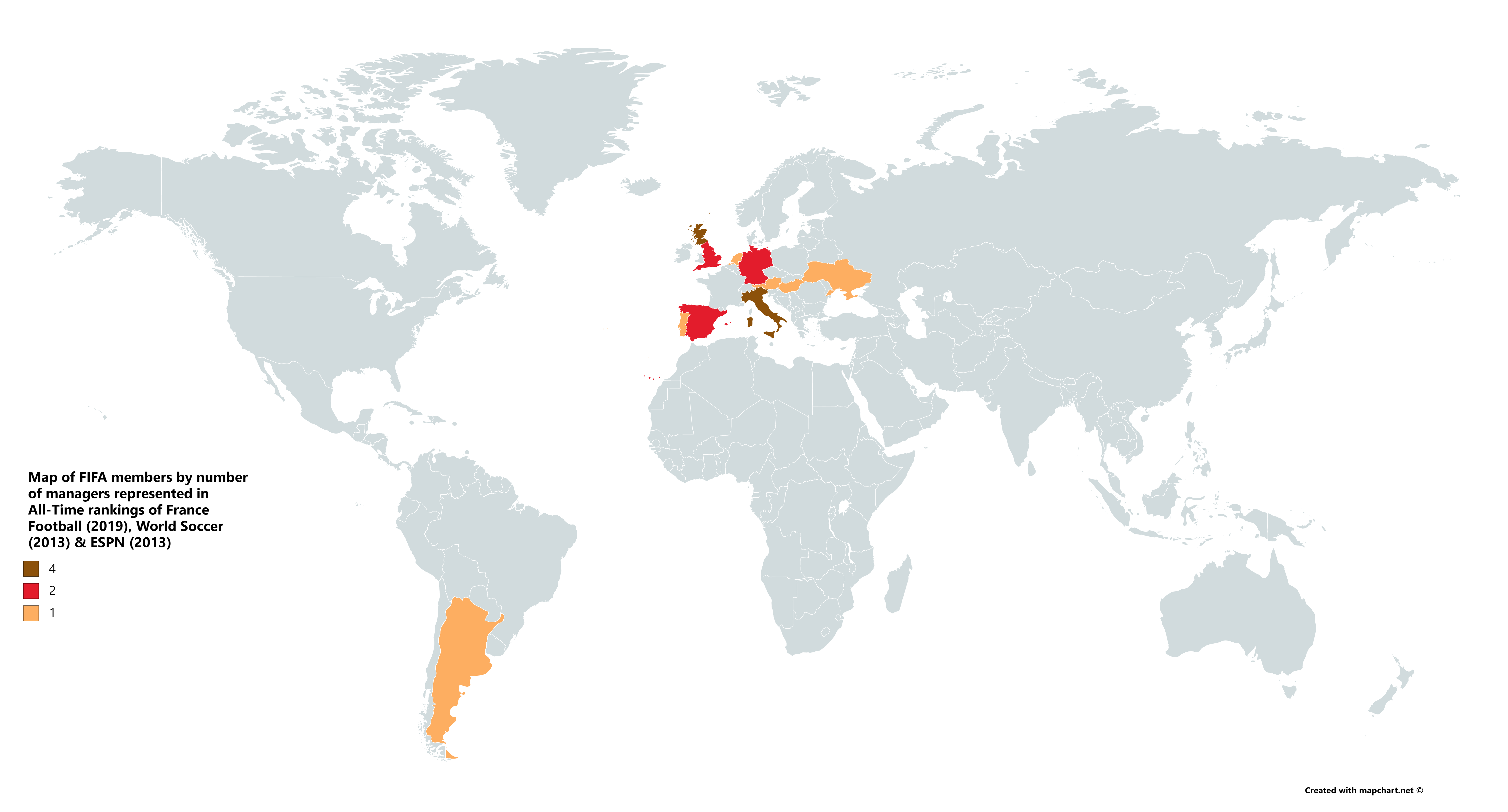
Mapa dos membros da FIFA por número de treinadores classificados por France Football (2019), World Soccer (2013) e ESPN (2013)

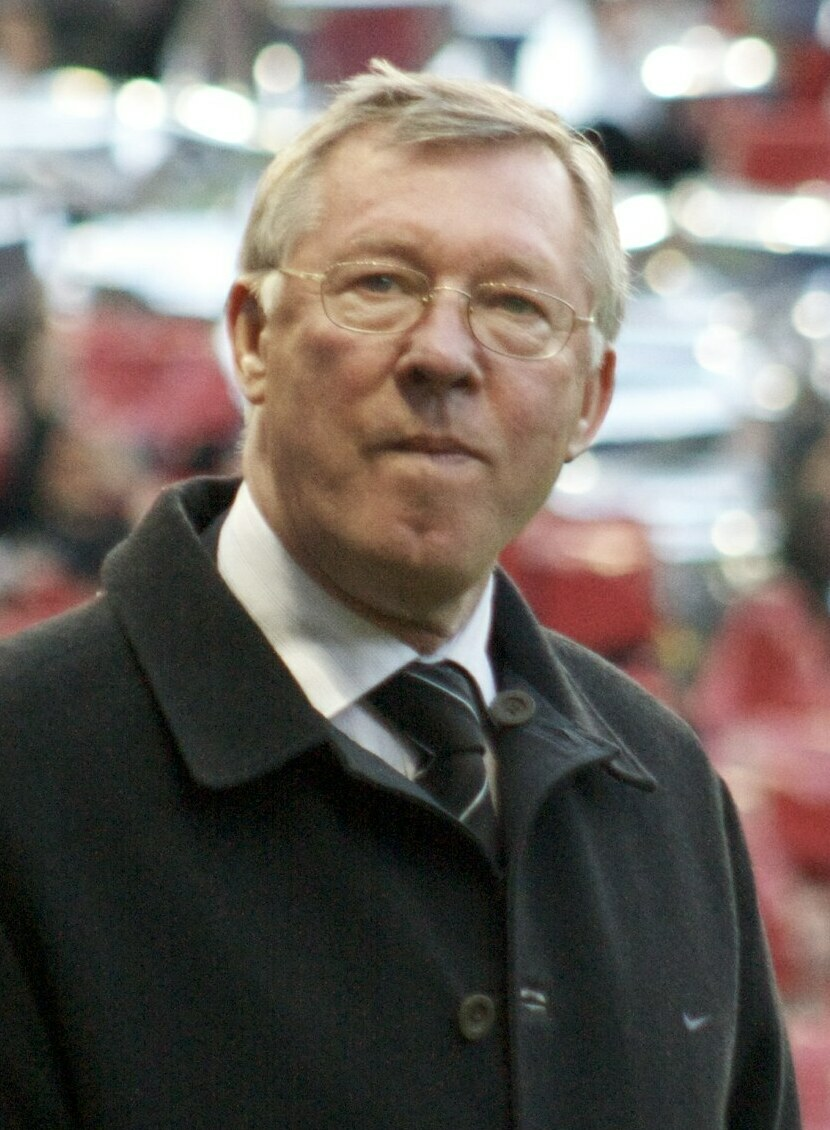
Alex Ferguson
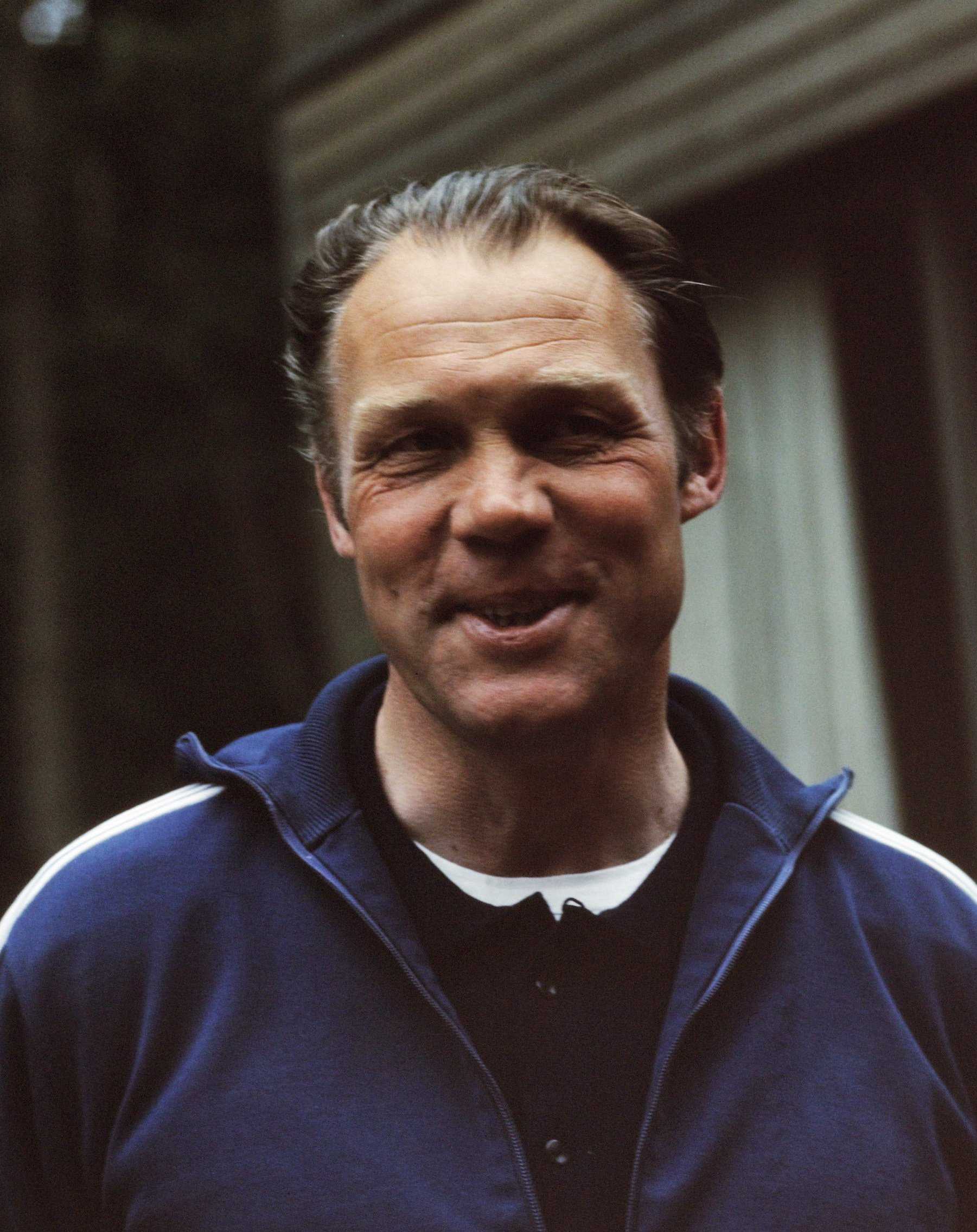
Rinus Michels
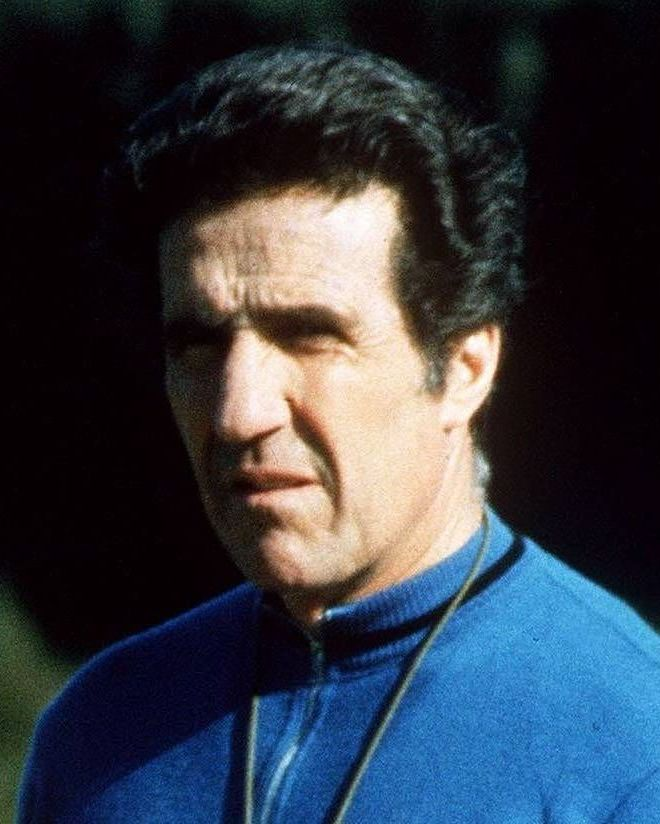
Helenio Herrera
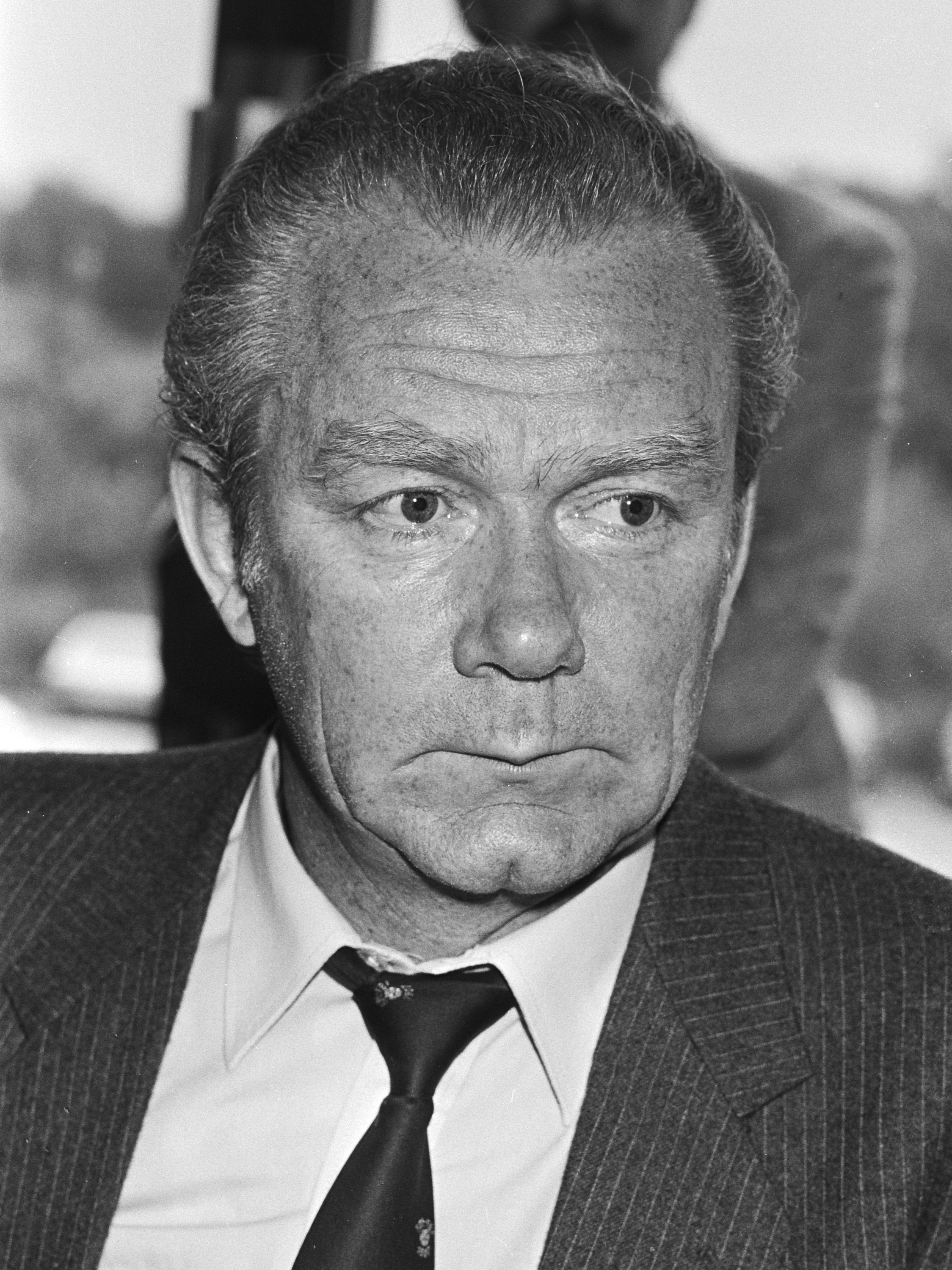
Valeriy Lobanovskiy

Em 18 de março de 2019, a revista divulgou uma lista com os 50 maiores treinadores de futebol da história.
Keys
Treinadores marcados em negrito são classificados por France Football, World Soccer e ESPN
  Treinadores classificados entre os 10 maiores pela France Football, World Soccer e ESPN
| Pos. | Nome                 | Anos                                                  | Equipes notáveis                                                                                         |
| ---- | -------------------- | ----------------------------------------------------- | --- |
| 1.   | Rinus Michels        | 1960–1992                                             | Ajax, Barcelona, Seleção Neerlandesa                                                                     |
| 2.   | Alex Ferguson        | 1974–2013                                             | Aberdeen, Seleção Escocesa, Manchester United                                                            |
| 3.   | Arrigo Sacchi        | 1985–1999, 2001                                       | Milan, Seleção Italiana                                                                                  |
| 4.   | Johan Cruijff        | 1985–1996                                             | Ajax, Barcelona                                                                                          |
| 5.   | Josep Guardiola      | 2007–                                                 | Barcelona, Bayern de Munique, Manchester City                                                            |
| 6.   | Valeriy Lobanovskiy  | 1969–2002                                             | Dínamo de Kiev, Seleção Soviética                                                                        |
| 7.   | Helênio Herrera      | 1944-1981                                             | Barcelona, Internazionale                                                                                |
| 8.   | Carlo Ancelotti      | 2001–                                                 | Juventus, Milan, Chelsea, Paris Saint-Germain, Real Madrid                                               |
| 9.   | Ernst Happel         | 1962–1992                                             | Feyenoord, Sevilla, Seleção Neerlandesa, Hamburgo                                                        |
| 10.  | Bill Shankly         | 1949–1974                                             | Huddersfield Town, Liverpool                                                                             |
| 11.  | Matt Busby           | 1945–1971                                             | Manchester United, Seleção Escocesa                                                                      |
| 12.  | Giovanni Trapattoni  | 1974–2013                                             | Juventus, Internazionale, Milan, Bayern de Munique, Seleção Italiana                                     |
| 13.  | José Mourinho        | 2000–                                                 | Porto, Chelsea, Internazionale, Real Madrid, Manchester United, Roma                                     |
| 14.  | Miguel Muñoz         | 1959–1988                                             | Real Madrid, Sevilla, Seleção Espanhola                                                                  |
| 15.  | Brian Clough         | 1965–1993                                             | Derby County, Leeds United, Nottingham Forest                                                            |
| 16.  | Marcello Lippi       | 1982–2006, 2008–2010, 2012–2014, 2016–                | Napoli, Juventus, Internazionale, Seleção Italiana                                                       |
| 17.  | Nereo Rocco          | 1947–1975                                             | Milan, Torino, Fiorentina                                                                                |
| 18.  | Louis van Gaal       | 1991–2016                                             | Ajax, Barcelona, Seleção Neerlandesa, Bayern de Munique, Manchester United                               |
| 19.  | Ottmar Hitzfeld      | 1983–2004, 2007–2014                                  | Borussia Dortmund, Bayern de Munique, Seleção Suíça                                                      |
| 20.  | Béla Guttmann        | 1933–1939, 1945–1951, 1953–1962, 1964–1967, 1973      | Milan, São Paulo, Porto, Benfica, Peñarol                                                                |
| 21.  | Fabio Capello        | 1991–2015, 2017–2018                                  | Milan, Real Madrid, Roma, Juventus, Seleção Inglesa                                                      |
| 22.  | Zinédine Zidane      | 2016–                                                 | Real Madrid                                                                                              |
| 23.  | Viktor Maslov        | 1945–1973, 1975                                       | Torpedo Moscou, Dínamo de Kiev                                                                           |
| 24.  | Herbert Chapman      | 1907–1918, 1921–1934                                  | Leeds United, Huddersfield Town, Arsenal                                                                 |
| 25.  | Jupp Heynckes        | 1979–2001, 2003–2004, 2006–2007, 2009–2013, 2017–2018 | Borussia Mönchengladbach, Bayern de Munique, Real Madrid, Benfica, Bayer Leverkusen                      |
| 26.  | Bob Paisley          | 1974–1983                                             | Liverpool                                                                                                |
| 27.  | Jürgen Klopp         | 2001–                                                 | Borussia Dortmund, Liverpool                                                                             |
| 28.  | Albert Batteux       | 1950–1972, 1976–1977, 1979–1981                       | Stade de Reims, Seleção Francesa, Grenoble Foot 38, Olympique de Marseille                               |
| 29.  | Guus Hiddink         | 1987–2016                                             | PSV Eindhoven, Valencia, Seleção Neerlandesa, Real Madrid, Seleção Russa, Chelsea                        |
| 30.  | Udo Lattek           | 1965–1987, 1991–1993, 2000                            | Bayern de Munique, Borussia Mönchengladbach, Borussia Dortmund, Barcelona                                |
| 31.  | Diego Simeone        | 2006–                                                 | Estudiantes, River Plate, Atlético de Madrid                                                             |
| 32.  | Arséne Wenger        | 1984–2018                                             | Nancy, Mônaco, Arsenal                                                                                   |
| 33.  | Vicente del Bosque   | 1994, 1996, 1999–2005, 2008–2016                      | Real Madrid, Beşiktaş, Seleção Espanhola                                                                 |
| 34.  | Jock Stein           | 1960–1985                                             | Celtic Glasgow, Seleção Escocesa, Leeds United                                                           |
| 35.  | Telê Santana         | 1969–1996                                             | Atlético Mineiro, São Paulo, Grêmio, Flamengo, Palmeiras, Seleção Brasileira                             |
| 36.  | Vic Buckingham       | 1950–1972                                             | Ajax, Barcelona, Sevilla, Olympiacos                                                                     |
| 37.  | Rafa Benítez         | 1995–2010, 2012–                                      | Valencia, Liverpool, Chelsea, Napoli, Real Madrid                                                        |
| 38.  | Hennes Weisweiler    | 1948–1983                                             | Borussia Mönchengladbach, Barcelona, Colônia                                                             |
| 39.  | Bobby Robson         | 1968–2004                                             | Ipswich Town, Seleção Inglesa, PSV Eindhoven, Porto, Barcelona, Newcastle United                         |
| 40.  | Dettmar Cramer       | 1960–1966                                             | Seleção Alemã, Bayern de Munique, Eintracht Frankfurt, Bayer Leverkusen                                  |
| 41.  | Mircea Lucescu       | 1979–2019                                             | Seleção Romena, Dinamo Bucareste, Internazionale, Galatasaray, Beşiktaş, Shakhtar Donetsk                |
| 42.  | Tomislav Ivic        | 1967–2001, 2003–2011                                  | Seleção Iugoslava, Ajax, Porto, Paris Saint-Germain, Atlético de Madrid, Benfica, Olympique de Marseille |
| 43.  | Ștefan Kovács        | 1953–1983, 1986–1987                                  | Steaua Bucareste, Ajax, Seleção Francesa, Seleção Romena, Mônaco                                         |
| 44.  | Luis Aragonés        | 1974–1988, 1990–2009                                  | Atlético de Madrid, Barcelona, Sevilla, Seleção Espanhola                                                |
| 45.  | Frank Rijkaard       | 1998–2013                                             | Seleção Neerlandesa, Barcelona, Galatasaray                                                              |
| 46.  | Otto Rehhagel        | 1972–2010, 2012                                       | Werder Bremen, Borussia Dortmund, Bayern de Munique, Kaiserslautern, Seleção Grega                       |
| 47.  | Raymond Goethals     | 1957–1993, 1995                                       | Sint-Truiden, Seleção Belga, Anderlecht, Bordeaux, São Paulo, Olympique de Marseille                     |
| 48.  | Marcelo Bielsa       | 1990–2004, 2007–                                      | Atlas, Seleção Argentina, Seleção Chilena, Olympique de Marseille                                        |
| 49.  | Antonio Conte        | 2006–                                                 | Juventus, Seleção Italiana, Chelsea, Internazionale                                                      |
| 50.  | Jean-Claude Suaudeau | 1982–1988, 1991–1997                                  | Nantes                                                                                                   |